# Nummularia longifolia
Nummularia longifolia là một loài thực vật có hoa trong họ Anh thảo. Loài này được (Pursh) Kuntze mô tả khoa học đầu tiên năm 1891.